# Дитер Ромбах
Дитер Ромбах е немски професор по софтуерен инженеринг в Техническия университет Кайзерслаутерн от 1992 година.

## Биография
Роден е на 6 юни 1953 година в Херболцхайм, Германия. Изучава математика и информатика в Карлсруе и получава научна степен в Кайзерслаутерн. От 1984 до 1991 г. работи в Университета на Мериленд в САЩ. От 1996 г. завежда отдела за експериментален софтуерен инженеринг към Фраунхоферовия институт, а от 2006 г. ръководи звената по информатика и комуникации. Съветник е на различни европейски и американски предприемачи по въпроси относно неговата специалност. Проф. Ромбах е автор на повече от 180 научни публикации.

## Отличия
- През 1990 г. получава награда за собствени разработки в областта на софтуерното инженерство и премия от $ 500 000 от Националната научна фондация на САЩ.
- През 2000 г. получава орден за заслуги към германската провинция Райнланд-Пфалц.